# Аманодзяку

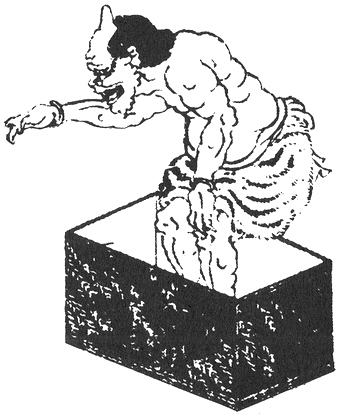
Аманодзяку (иллюстрация Дзиппэнся Икку)

Аманодзяку или амандзяку (яп. 天邪鬼, небесный злой дух) — демоническое существо в японском фольклоре. Он обычно изображается как своего рода небольшой чёрт-они, и, как считается, имеет способность потревожить самые тёмные желания человека и таким образом спровоцировать его на совершение дурных поступков.

## Рассказы про аманодзяку
Один из самых известных аманодзяку является персонажем сказки «Урико-химэ» (瓜子姫, «принцесса-дыня»), в которой из дыни чудесным образом появляется девушка Урико (Ури-химэ), которая заменяет бездетной пожилой паре родную дочь. Старики предостерегают её от опасностей внешнего мира, пока, наконец, не наступает день её свадьбы, но в то время, когда старики отлучились из дома, Урико наивно впускает в дверь обещающего подарить моток пряжи аманодзяку, который съедает её плоть, натягивает на себя её кожу и притворяется невестой. В результате обман аманодзяку раскрывается и его убивают, кровь чёрта впитывается в землю и окрашивает зёрна гречихи в красно-коричневый цвет, а на могиле Урико всходит дыня с двумя листочками, что вероятно указывает на буддийскую концепцию перерождения временно поверженного добра в новом качестве. В адаптациях сказки для детей аманодзяку глуповат и отсутствует какое-либо кровопролитие.

## Аманодзяку в религии
В основном считается, что образ аманодзяку происходит от Аманосагумэ (天探女), злой богини в синтоистских мифах, которая разделяет качество характера аманодзяку делать наперекор сказанному и его способность читать в сердце человека, являясь «крайне извращённым демоном».
Существо также вошло в буддийские представления, возможно, через синкретизм с якша, где тот считается противником учения Будды. Он обычно изображается как побеждённый и покорённый праведностью Бисямонтэна или одним из других Си-Тэнно (в этом контексте он также называется Яки (邪鬼)).

## Культурное влияние
- В манге и аниме Nurarihyon no Mago, аманодзяку по имени Авасима является мужчиной в течение дня и женщиной — ночью.
- В эротической манге и аниме «Уроцукидодзи. Легенда о сверхдемоне» является главным героем (зверочеловеком) под именем Амано Дзяку.
- В аниме Gakko no Kaidan («Призрачные истории»), аманодзяку оказывается случайно запечатан внутри любимой кошки главного героя.
- Название «Ama no Jaku» носит сингл 2009 года японской идол-группы «S/mileage».
- В одной из игр серии Touhou Project аманодзяку по имени Сэйдзя Кидзин играет важную сюжетную роль, а в другой является главным героем.